# Lindi (Distrikt)
Lindi (auch Lindi Rural oder Mtama) ist ein Distrikt in der tansanischen Region Lindi mit dem Verwaltungssitz in der Stadt Lindi. Er grenzt im Norden an den Distrikt Kilwa, im Osten an den Distrikt Lindi (MC) und an den Indischen Ozean, im Süden an die Region Mtwara und im Westen an den Distrikt Ruangwa.

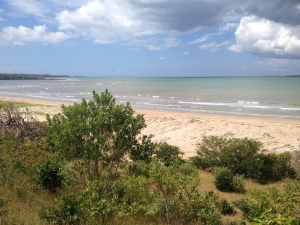
Strand am Indischen Ozean.

## Geographie
Der Distrikt hat eine Größe von 7908 Quadratkilometer und 166.493 Einwohner (Volkszählung 2022). Das Land liegt in einer Höhe von 0 bis 759 Meter über dem Meer. Der Großteil der Fläche ist ein Tiefland an der Küste. Nach Westen steigt es zu einer Hochebene an, die von Flusstälern durchzogen ist. Der größte Fluss ist der Lukuledi, der teilweise die Südgrenze des Distriktes bildet.
Das Klima ist tropisch, Aw nach der effektiven Klimaklassifikation. Im Jahresdurchschnitt fallen in einer Regenzeit von November bis Mai 1000 Millimeter Niederschlag. In der kühleren Trockenzeit liegt die Durchschnittstemperatur bei 24 Grad Celsius, in der heißeren Regenzeit bei 27 Grad Celsius.

## Geschichte
Der Distrikt Lindi wurde im Jahr 1958 in der britischen Kolonialzeit eingerichtet. Im Jahr 1972 wurde der Distrikt im Zuge der Dezentralisierung aufgelöst, aber 1982 wieder hergestellt.

## Verwaltungsgliederung
Der Distrikt besteht aus 20 Bezirken (Wards):
- Chiponda
- Kiwalala
- Longa
- Majengo
- Mandwanga
- Mnara
- Mnolela
- Mtama
- Mtua
- Mtumbya
- Nachunyu
- Nahukahuka
- Namangale
- Namupa
- Navanga
- Nyangamara
- Nyangao
- Nyengedi
- Pangatena
- Sudi

## Bevölkerung
Lindi ist einer der ärmsten Distrikte in Tansania. Im Jahr 2016 betrug das jährliche Durchschnittseinkommen 1.127.104 tansanische Schilling, was weniger als fünfhundert Euro entspricht. Bei den über Fünfjährigen lag die Analphabetenrate im Distrikt bei vierzig Prozent. Im Vergleich dazu, gab es im Stadt-Distrikt Lindi (MC) nur dreißig Prozent Analphabeten.
| Die zur Anzeige dieser Grafik verwendete Erweiterung wurde dauerhaft deaktiviert. Wir arbeiten aktuell daran, diese und weitere betroffene Grafiken auf ein neues Format umzustellen. (Mehr dazu) | Die zur Anzeige dieser Grafik verwendete Erweiterung wurde dauerhaft deaktiviert. Wir arbeiten aktuell daran, diese und weitere betroffene Grafiken auf ein neues Format umzustellen. (Mehr dazu) |

## Einrichtungen und Dienstleistungen
- Bildung: Im Distrikt befinden sich 117 Grundschulen und 27 weiterführende Schulen.[8] Ein Hauptproblem ist der Lehrermangel, im Jahr 2015 fehlten an den Grundschulen 335 Lehrkräfte.[9]
- Gesundheit: Für die medizinische Versorgung der Bevölkerung stehen ein Krankenhaus, sechs Gesundheitszentren und 42 Apotheken zur Verfügung (Stand 2019).[8] Die Hauptkrankheiten sind Malaria, akute Atemwegsinfektion und Lungenentzündung.[10]

| - Landwirtschaft: Rund achtzig Prozent der Bevölkerung verdienen ihren Lebensunterhalt in der Landwirtschaft. Die Hauptanbauprodukte sind Maniok, Reis, Sorghum, Mais, Kokosnuss und Cashewnüsse. Rund vierzig Prozent der Haushalte im District Council und dreißig Prozent im Municipal Council hielten Nutztiere. Die am häufigsten gehaltenen Tiere waren Geflügel, Rinder und Ziegen (Stand 2012). - Fischerei: Fischfang wird in kleinem Umfang im Indischen Ozean und in Seen betrieben. Meist werden die Fische vor Ort verzehrt, nur wenige werden geräuchert oder getrocknet und dann verkauft. - Tourismus: Trotz schöner Strände am Indischen Ozean ist der Tourismus kaum entwickelt. Bekannt ist die Dinosaurierfundstätte Tendaguru bei Archäologen. - Straßen: Die wichtigsten Straßenverbindungen sind die Nationalstraßen T6 und T7. Die T6 von Mtwara nach Masasi, Tunduru und Songea verläuft durch den Süden des Distrikts. Die T7 zweigt in Mingoyo von der T6 ab, führt durch die Stadt Lindi und weiter nach Norden nach Daressalam. | Die zur Anzeige dieser Grafik verwendete Erweiterung wurde dauerhaft deaktiviert. Wir arbeiten aktuell daran, diese und weitere betroffene Grafiken auf ein neues Format umzustellen. (Mehr dazu) |

## Wirtschaft und Infrastruktur

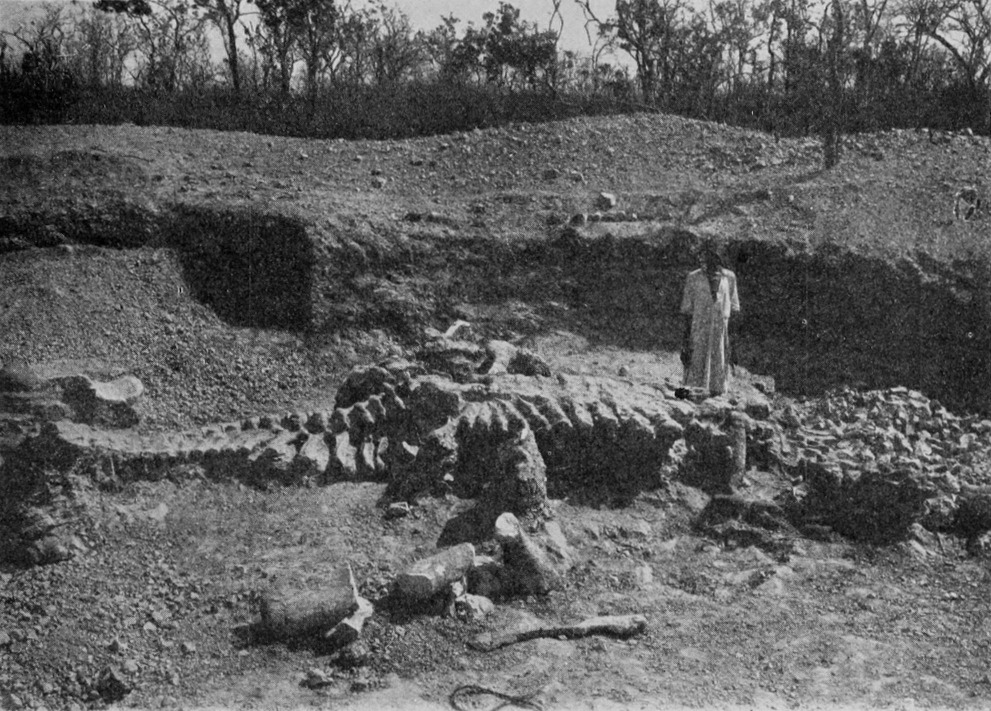
Saurierfundstelle im Jahr 1912.

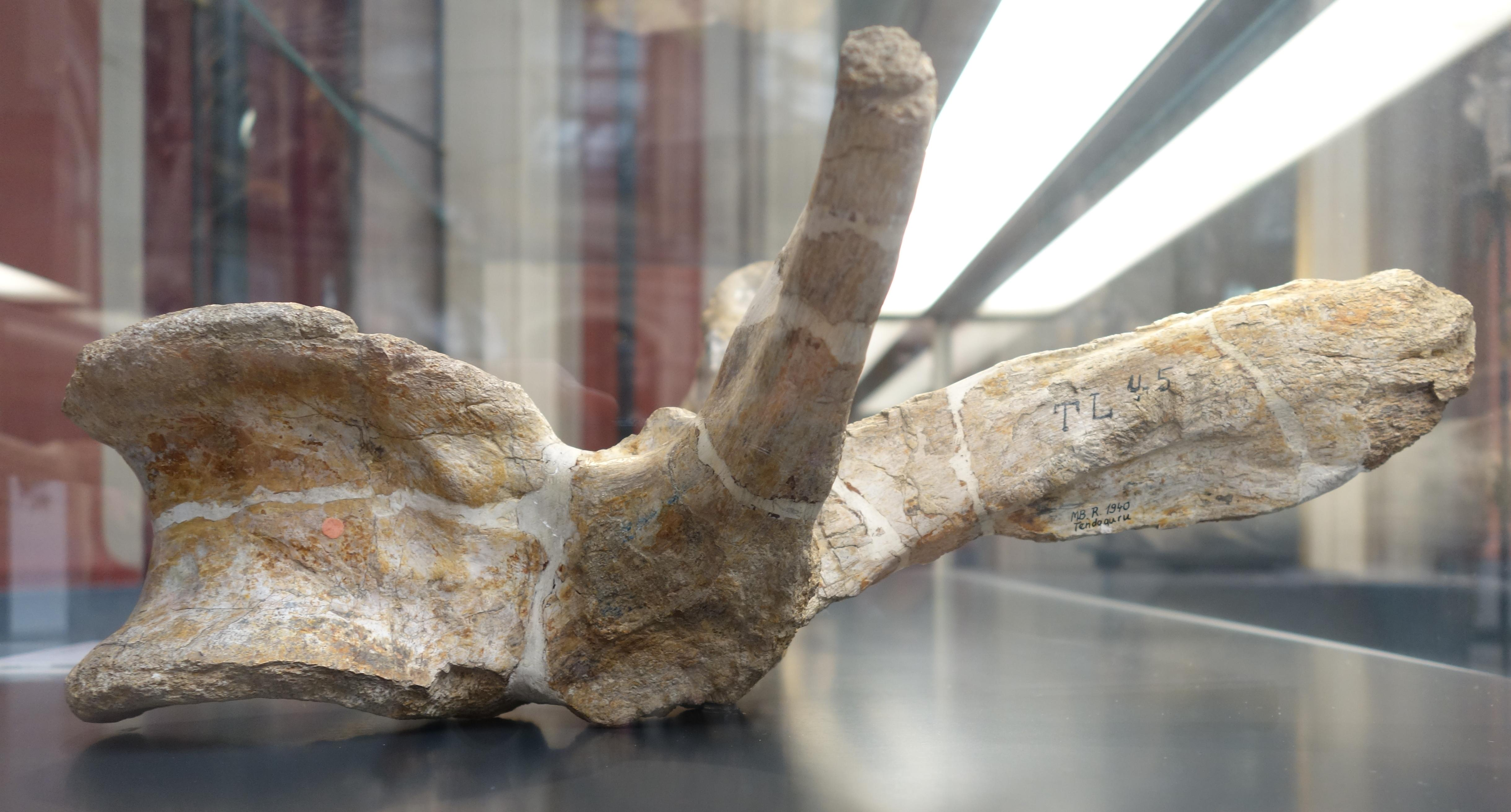
Großer vorderer Schwanzwirbel eines Allosaurus in Berlin.

## Sonstiges
- Saurierfossilien von Tendaguru: In den Jahren 1909 bis 1913 wurden 230 Tonnen versteinerte Saurierknochen gefunden und nach Berlin transportiert, wo sie im Museum für Naturkunde ausgestellt sind.[13][14]